# Vandavasi
Vandavasi (Tamil வந்தவாசி, früher anglisiert als Wandiwash) ist eine kleinere Stadt und Gemeinde im Distrikt Tiruvannamalai des indischen Bundesstaates Tamil Nadu. Die Stadt ist der größte Hersteller von sog. Kora-Artefakten, darunter Matten, Schals und Gefäße. 2011 hatte die Stadt 74.320 Einwohner.
Wandiwash war im 18. Jahrhundert Schauplatz einer entscheidenden Schlacht in den Karnatischen Kriegen zwischen Frankreich und Großbritannien um die Kontrolle über Südasien. In dieser Schlacht besiegte am 22. Januar 1760 die britische Streitmacht unter der Führung von Eyre Coote die Franzosen unter der Führung von General Thomas Arthur de Lally-Tollendal. Die Schlacht bei Wandiwash war ein Wendepunkt in der indischen Geschichte, da sie die britische Vorherrschaft in Indien endgültig festigte.

## Geographie und Klima
Vandavasi liegt an der Staatsstraße SH5, die Tindivanam und Arcot verbindet. Die Stadt liegt 110 km südwestlich der Landeshauptstadt Chennai, 40 km südlich der Tempelstadt Kanchipuram, 80 km nordöstlich von Tiruvannamalai, 42 km südöstlich von Arani und 80 km von Vellore entfernt und auf einer durchschnittlichen Höhe von 74 Metern (242 Fuß) über dem Meeresspiegel. Die klimatischen Bedingungen in Vandavasi ähneln denen von Chennai. Vandavasi liegt am äquatorthermischen Äquator und nahe der Küste, während das Klima die meiste Zeit des Jahres heiß und feucht ist.

## Demographie
Nach der Volkszählung von 2011 hatte Vandavasi eine Bevölkerung von 74.320 Einwohnern mit einem Geschlechterverhältnis von 1.012 Frauen pro 1.000 Männern, weit über dem nationalen Durchschnitt von 929 Frauen pro 1.000 Männern. Insgesamt waren 3.337 unter sechs Jahren alt, davon 1.740 Männer und 1.597 Frauen. Zu den Scheduled Castes und Scheduled Tribes gehörten 13,54 % bzw. 1,31 % der Bevölkerung. Die durchschnittliche Alphabetisierungsrate betrug 77,3 %, verglichen mit dem nationalen Durchschnitt von 72,99 %. Die Stadt hatte insgesamt 7326 Haushalte. Es gab insgesamt 10.553 Werktätige, darunter 152 Landwirte, 302 Hauptarbeiter in der Landwirtschaft, 309 in der Bauindustrie, 9.093 andere Arbeiter, 697 Tagelöhner, 8 Bauern im Nebenerwerb, 27 Tagelöhner in der Landwirtschaft, 52 Tagelöhner in der Bauindustrie und 610 andere Tagelöhner. Laut der religiösen Volkszählung von 2011 bestand die Bevölkerung von Vandavasi zu 60,86 % aus Hindus, 34,73 % aus Muslimen, 3,03 % aus Christen, 1,28 % aus Jainisten, 0,02 % aus Sikhs und 0 % aus Buddhisten, wobei 0,08 % anderen Religionen angehörten und 0 % keiner Religion angehörten oder keine religiöse Präferenz angaben.

## Sehenswürdigkeiten
Das Fort Vandavasi ist ein wichtiges Wahrzeichen in Vandavasi, das auch Zeuge der entscheidenden Schlacht von Wandiwash war. Der Nayak von Vandavasi, ein Vasall des Vijayanagar-Reiches, war maßgeblich daran beteiligt, den Briten das Land, auf der die Stadt Madras (das heutige Chennai) entstehen sollte, zuzuteilen.
Arahanthgiri Jain Math ist ein Jain Matha, also ein Institut des Jainismus, das im August 1998 an der alten Jain-Stätte Tiruvannamalai errichtet wurde. Der Komplex umfasst drei Jain-Höhlen, vier Jain-Tempel und eine 16 Meter hohe Skulptur von Neminatha, die vermutlich aus dem 12. Jahrhundert stammt und das höchste Jain-Bildnis in Tamil Nadu ist. Der Sri-Thavalagiriswarar-Tempel ist ein bemerkenswerter Tempel auf dem Vengundram-Hügel.

## Politik
Vandavasi war bis zu einer Abgrenzung im Jahr 2009 ein Wahlkreis der Lok Sabha. Heute ist es Teil des Wahlkreises Vandavasi der Staatsversammlung und des Wahlkreises Arani der Lok Sabha.